# امی والش (بازیکن فوتبال)
امی والش (انگلیسی: Amy Walsh؛ زادهٔ ۱۳ سپتامبر ۱۹۷۷) بازیکن فوتبال اهل کانادا است.

وی همچنین در تیم ملی فوتبال زنان کانادا بازی کرده‌است.